# Dear School Gang Leader
Dear School Gang Leader (あぁ愛しの番長さま`, Aa! Itoshi no Banchō-sama) est un shōjo manga de Fujikata Mayu regroupant romance, comédie et drame. Il est prépublié dans le magazine japonais LaLa puis publié depuis 2006 aux éditions Hakusensha.

## Histoire
En raison de problèmes familiaux, Hirayama Souya une belle, adorable et calme jeune fille est transférée d'un lycée privé à un lycée industriel. À son entrée dans l'école, elle découvre qu'elle est la seule fille parmi 850 garçons. Elle découvre aussi que les gangsters existent toujours dans cette ère.         En outre, un conflit a éclaté entre elle et son beau camarade de classe Katou Yuuni et les gangsters.